# Pat Ballard
Pat Ballard, nato Francis Drake Ballard (Troy, 19 giugno 1899 – New York, 26 ottobre 1960), è stato un compositore e paroliere statunitense.
Tra le sue composizioni più note vi sono Mr. Sandman, interpretata da molti gruppi e cantanti (tra cui The Chordettes e Emmylou Harris), e (Oh Baby Mine) I Get So Lonely, interpretata tra gli altri dai gruppi musicali The Four Knights e The Statler Brothers. 